# Хариш-Чандра
Хариш-Чандра (11 октября 1923 — 16 октября 1983) — американский математик и физик индийского происхождения. Занимался теорией представлений, особенно гармоническим анализом и алгебрами Ли.
Член Лондонского королевского общества (1973), Индийской национальной академии наук (INSA, 1975), Национальной академии наук США (1981).

## Награды
Лауреат премии Коула по алгебре за 1954 год. В 1958 мог получить медаль Филдса, однако, этого не произошло, так как его сочли бурбакистом. В 1977 получил награду Падма бхушан. Правительство Индии назвало именем учёного исследовательский институт.